# Gaststätte Von Rephuns Garten

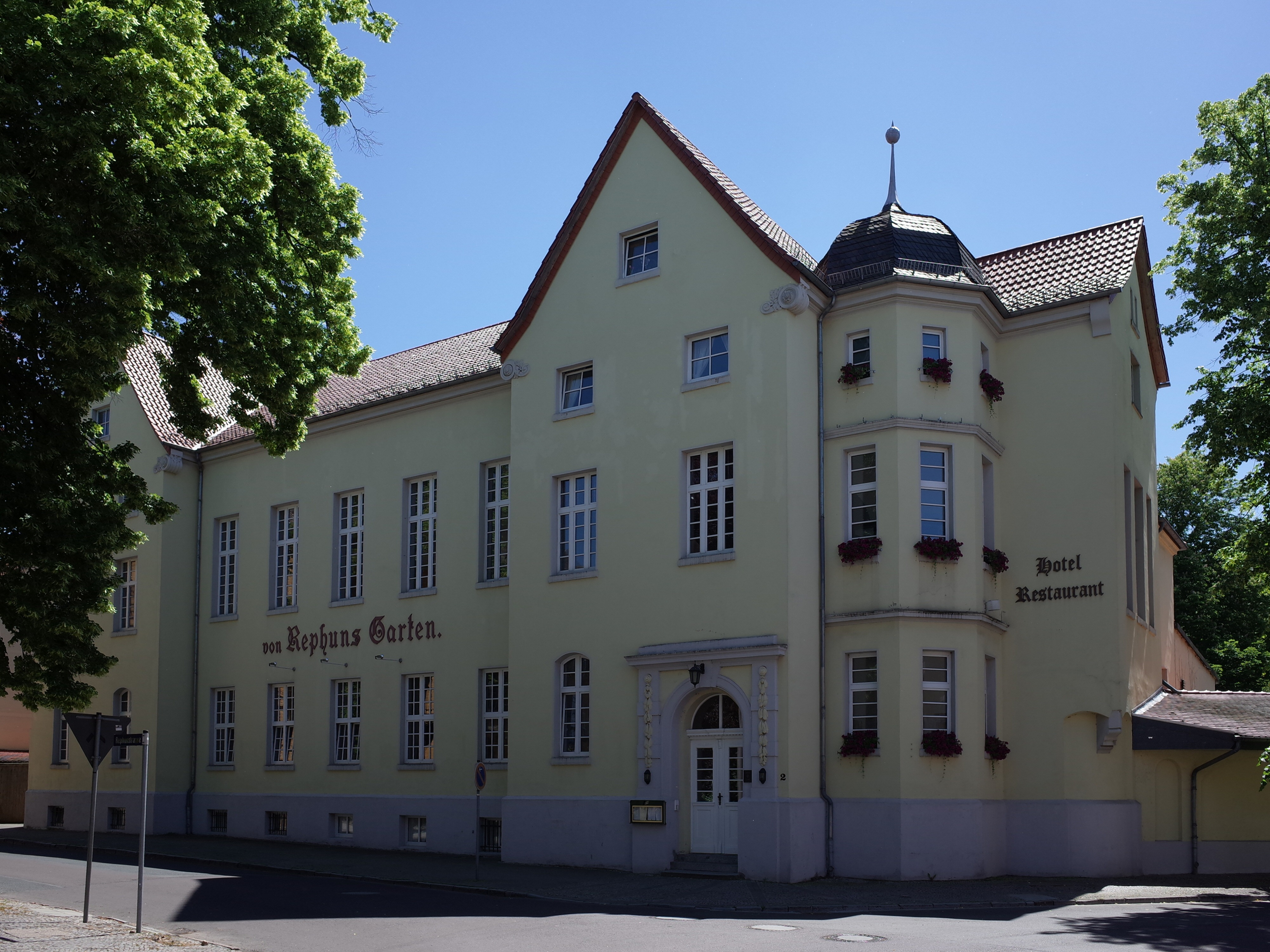
Gaststätte Von Rephuns Garten

Die Gaststätte Von Rephuns Garten ist eine denkmalgeschützte Gaststätte in der Stadt Zerbst in Sachsen-Anhalt. Im örtlichen Denkmalverzeichnis ist die Gaststätte unter der Erfassungsnummer 0947 1666002 als Baudenkmal verzeichnet.

## Allgemeines
Die Gaststätte Von Rephuns Garten befindet sich unter der Adresse Rephunstraße 2 in Zerbst und grenzt nördlich an den Stadtpark Rephuns Garten. Ihre schlossartige Gestaltung verdankt sie dem Vorgängerbau, an den sie gestalterisch angelehnt ist. Das Gebäude prägt das Straßenbild. Es wurde 2017 unter Denkmalschutz gestellt.

## Geschichte
Die Gaststätte wurde 1895 an der Stelle erbaut, an der sich zuvor die Wohn- und Wirtschaftsbauten des ehemaligen Besitzers, dem Oberforstmeisters Ernst Wilhelm Gottlob von Rephun, befanden. Rephun verstarb 1816 und in seinem Testament von 1811 war geregelt, dass er all seinen Besitz der Stadt Zerbst vermacht. Beim Neubau des Gebäudes nahm man sich den Vorgängerbau zum Vorbild. Das Gebäude wurde 1935 umgestaltet.

## Gestaltung
Die Gaststätte ist eng mit dem anschließenden Stadtpark verbunden. Das geht alleine schon daraus hervor, dass die Hauptwegeachse des Stadtparkes geradlinig auf die Gaststätte ausgerichtet ist. Bei dem Gebäude selber handelt es sich um einen zweigeschossigen Putzbau mit einem Eckturm. Im Obergeschoss befindet sich ein großer Saal.